# Dyspetes rufus
Dyspetes rufus là một loài tò vò trong họ Ichneumonidae.